# Emir Ljubijankić
Emir Ljubijankić (* 5. Mai 1992 in Ljubljana) ist ein slowenischer Fußballspieler.

## Karriere

### Verein
Ljubijankić begann seine Karriere beim NK Domžale. Im April 2011 stand er gegen den ND Gorica erstmals im Profikader von Domžale. Sein Debüt in der 1. SNL gab er im Mai 2011, als er am 34. Spieltag der Saison 2010/11 gegen Gorica in der 79. Minute für Mitja Zatkovič eingewechselt wurde. Bis Saisonende kam er zu zwei Erstligaeinsätzen.
Zur Saison 2011/12 wechselte er zum Zweitligisten NK Radomlje, für den er zu elf Einsätzen in der 2. SNL kam, in denen er ein Tor machte. Im Januar 2012 wechselte Ljubijankić nach Deutschland zur fünftklassigen Borussia Neunkirchen. In zwei Jahren in Neunkirchen kam er zu 35 Einsätzen in der Oberliga und erzielte dabei ein Tor. Im Januar 2014 kehrte er nach Radomlje zurück, wo er allerdings bis Saisonende nur ein Mal eingesetzt wurde. Mit Radomlje stieg er zu Saisonende in die 1. SNL auf.
Nach dem Aufstieg schloss er sich zur Saison 2014/15 dem Zweitligisten NK Šenčur an. Für Šenčur erzielte er acht Tore in 26 Zweitligaeinsätzen. Zur Saison 2015/16 wechselte er zum Ligakonkurrenten NK Triglav Kranj. Nach zwölf Einsätzen für Triglav wechselte er im Januar 2016 zum Ligakonkurrenten und Stadtrivalen NK Kranj. Für den NK Kranj kam er in einem Jahr zu 14 Zweitligaeinsätzen. Im Januar 2017 wechselte er zum Drittligisten ND Ilirija 1911, für den er drei Mal in der 3. SNL spielte. Nach der Saison 2016/17 verließ er Ilirija wieder.
Im Februar 2019 schloss er sich dem NK Sava Kranj an, für den er zu zehn Einsätzen in der 3. SNL kam und drei Tore erzielte. Zur Saison 2019/20 wechselte Ljubijankić ein zweites Mal ins Ausland, diesmal nach Österreich zum viertklassigen SV St. Jakob/Rosental.

### Nationalmannschaft
Ljubijankić spielte im November 2006 erstmals für eine slowenische Jugendnationalauswahl. Zwischen August 2008 und März 2009 kam er zu acht Einsätzen in der U-17-Auswahl. Im November 2011 absolvierte er gegen Serbien sein einziges Spiel für die U-20-Mannschaft. In jenem Spiel, das 2:2 endete, erzielte er auch ein Tor für Slowenien.